# Antti Autti
Antti-Matias Antero Autti (* 15. března 1985 Rovaniemi, Finsko) je finský snowboardista; stal se známým poté, kdy získal zlato v roce 2005 na soutěži X Games. Autti předvedl jeden z nejnáročnějších triků a porazil tak několik amerických talentů: Dannyho Kasse, Andyho Finche a Shauna Whitea, který získal zlatou olympijskou medaili v roce 2006 v Turíně, kde Autti nakonec skončil pátý.
Za svou účast na olympijských hrách obdržel parcelu v rodném Rovaniemi.
Se snowboardem začal v roce 1995, potom kdy na lyžařské dovolené s rodiči viděl někoho na snowboardu.